# Одбојкашки савез Србије
Одбојкашки савез Србије (ОСС) је организација која управља одбојком у Србији са седиштем у Београду. Савез је основан 1946. у оквиру Савеза за физичку културу Југославије, а самостална спортска организација постао је 13. фебруара 1949. године.
Организује одбојкашке лиге на простору Србије, Куп Србије и управља свим одбојкашким репрезентацијама Србије.
Одбојкашки савез Србије је наследник одбојкашких савеза СФРЈ, СРЈ и СЦГ.

## Председници
Списак председника Одбојкашког савеза од оснивања:
| Председник                          | Време                                 |
| Одбојкашки савез Југославије        | Одбојкашки савез Југославије          |
| ----------------------------------- | ------------------------------------- |
| Милан Слани                         | 13. фебруар 1949 – 24. фебруар 1952.  |
| Милан Кајганић                      | 24. фебруар 1952 – 24. јануар 1954.   |
| Јоже Валентичић                     | 24. јануар 1954 – 11. март 1958.      |
| Љубиша Веселиновић                  | 11. март 1958 – 24. април 1960.       |
| Александар Николајевић              | 24. април 1960 – 24. март 1963.       |
| Љубиша Веселиновић                  | 24. март 1963 – 26. новембар 1967.    |
| Младен Унковић - в.д.               | 26. новембар 1967 – 26. јануар 1968.  |
| др. Живојин Зец                     | 26. јануар 1968 – 17. јун 1972.       |
| Милан Цревар                        | 17. јун 1972 – 13. новембар 1976.     |
| Боге Сотировски                     | 13. новембар 1976 – 1. март 1980.     |
| Нурија Хасагић                      | 1. март 1980 – 9. мај 1981.           |
| Данило Бурзан                       | 9. мај 1981 – 15. мај 1982.           |
| Фрањо Видаковић                     | 15. мај 1982 – 25. јун 1983.          |
| Бранислав Живић                     | 25. јун 1983 – 17. новембар 1984.     |
| Јанко Голеш                         | 17. новембар 1984 – 7. децембар 1985. |
| Срета Стајић                        | 7. децембар 1985 – 25. јун 1988.      |
| Бранислав Миковић - в.д.            | 25. јун 1988 – 19. новембар 1988.     |
| Бранислав Миковић                   | 19. новембар 1988 – 20. април 1991.   |
| Милорад Думбаловски                 | 20. април 1991 – 20. јун 1992.        |
| Одбојкашки савез СР Југославије     |                                       |
| Александар Боричић                  | 20. јун 1992 – 4. фебруар 2003.       |
| Одбојкашки савез Србије и Црне Горе |                                       |
| Александар Боричић                  | 4. фебруар 2003 – 22. јун 2006.       |
| Одбојкашки савез Србије             |                                       |
| Александар Боричић                  | 22. јун 2006 – 7. мај 2016.           |
| Ненад Голијанин                     | 7. мај 2016 – 27. новембар 2016.      |
| Зоран Гајић                         | 27. новембар 2016 – тренутно          |